# Синевир (басейн)
Басейн «Синевир» — спортивний плавальний басейн у Дрогобичі на вулиці Спортивна. Розмір чаші басейну: 50,9х22,12.
Басейн неодноразово ставав тренувальною базою для збірних команд СРСР та України.

## Історія

### Польський період
Басейн «Синевир» був збудований до 1934 року.

### Радянський період
Після приходу радянської влади басейн, як і весь спортивний комплекс, було передано на баланс всесоюзного спортивного товариства «Спартак».
У 1960-х роках басейн у складі спорткомплексу передали на баланс Дрогобицького нафтопереробного заводу.
У 1970-х роках басейн перейшов на баланс Дрогобицького заводу автомобільних кранів. Із цього періоду розпочалася реконструкція басейну, яка тривала кілька років.
Згадується, що під час реконструкції було допущено численні технологічні порушення, які спричинили появу тріщини в чаші басейну.
Після закінчення реконструкції басейн використовувався як тренувальна база для олімпійських і збірних команд СРСР. Також при басейні діяла дитячо-юнацька спортивна школа ДЗАКу.

### Період незалежності
Після розпаду СРСР басейн залишився у власності Дрогобицького заводу автомобільних кранів.
У цей період басейн функціонував як місце відпочинку та спортивна база. При басейні діяла Дитячо-юнацька спортивна школа «Синевир», яка переважно займалася підготовкою спортсменів із плавальних видів спорту. Також басейн продовжував використовуватися як тренувальна база для олімпійських і збірних команд України.

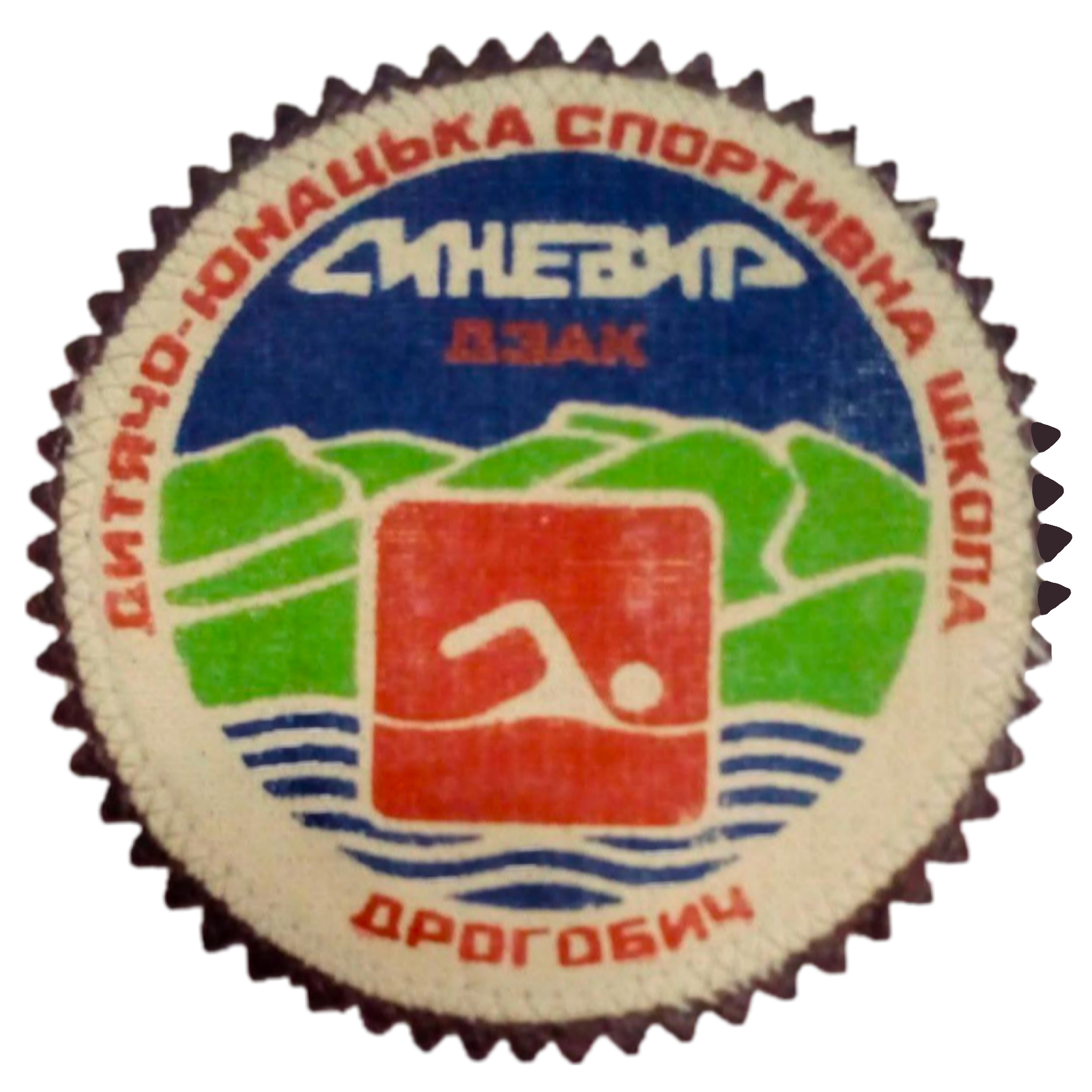
Логотип ДЮСШ із вимпела.

У 2008 році басейн закрили з технічних причин, і він не функціонував щонайменше до 2011 року. Проте персонал басейну не звільнили, і він продовжував отримувати заробітну плату до 2013 року, доки Дрогобицький завод автомобільних кранів не припинив виробництво, а згодом не оголосив про банкрутство.
Відомо, що станом на 2016 рік басейн перебував під заставою в одного з банків-кредиторів ДЗАКу. Однак станом на 2025 рік територія басейну належить місту.
Місцеві чиновники періодично порушують питання відновлення роботи басейну, але стикаються з критикою з боку місцевих активістів.